# Sandra Bréa
Sandra Bréa Brito (11 de mayo de 1952 – 4 de mayo de 2000) fue una actriz y modelo brasileña. Exponente del movimiento de Arte Porno, fue uno de los principales símbolos sexuales de Brasil, especialmente en la década de 1970, habiendo posado desnuda en varias ocasiones para revistas como Playboy y Status, entre otras. Sandra fue una figura clave del género de cine sexploitation conocido como Pornochanchada en Brasil en los años 70. También fue conocida por admitir públicamente que estaba infectada por el virus VIH en agosto de 1993. Murió de cáncer de pulmón en 2000.

## Carrera
Sandra empezó su carrera a los trece años, como modelo. A los catorce, entró en el teatro de revista de Río, donde actuó en Poeira de Ipanema. Como actriz, debutó en 1968 en la obra Plaza Suite, elegida para el papel por el director João Bittencourt y la actriz Fernanda Montenegro.
Contratada por Moacyr Deriquém , pasó a trabajar en TV Globo, debutando en la telenovela Assim na Terra Como no Céu, en 1970. En 1972, el director Daniel Filho la invitó a interpretar a Telma, personaje de la telenovela O Bem Amado, que fue su primer gran papel.
Sandra ha actuado en varias películas eróticas y pornochanchadas. Sus primeros desnudos tuvieron lugar en la década de 1970, durante el régimen militar, cuando esto era mucho menos común. Con el tiempo se convirtió en uno de los principales símbolos sexuales de Brasil y posó desnuda para revistas como Status y Playboy, durante la dictadura militar, que reprimía este tipo de contenido en Brasil. También fue portada de la edición de junio de 1981 de Playboy Brasil.

## Vida personal
En agosto de 1993, Sandra reveló que había contraído el virus VIH. Tengo sida y buena salud, gracias a Dios; dijo. Tras este incidente, dejaron de invitarla a protagonizar una telenovela. En diciembre de 1999 le diagnosticaron un cáncer de pulmón. Sandra falleció el 4 de mayo de 2000, en su casa de Río de Janeiro, tras una parada respiratoria.